# نسیمه صایفی
نسیمه صایفی (انگلیسی: Nassima Saifi؛ زادهٔ ۲۹ اکتبر ۱۹۸۸) پرتاب‌گر دیسک و پرتاب‌گر وزنه زن پارالمپیکی اهل الجزایر است.
وی در مسابقات کشوری و بین‌المللی در مجموع برندهٔ ۶ مدال طلا، ۱ مدال نقره، ۲ مدال برنز شده‌است.